# Orašac (miasto Šabac)
Orašac (cyr. Орашац) – wieś w Serbii, w okręgu maczwańskim, w mieście Šabac. W 2011 roku liczyła 410 mieszkańców.